# Detritus (Mundodisco)
Detritus es un personaje ficticio de la saga de novelas de Mundodisco escrita por Terry Pratchett. Es un Agente en la Guardia de la ciudad de Ankh-Morpork, y aparece por primera vez en la novela ¡Guardias! ¿Guardias?. Detritus es un troll que vive desde hace mucho en Ank-Morpork haciendo, originalmente, todo tipo de trabajos para quien le pagara. 

## Características
Físicamente es gigantesco, sobrecogedoramente fuerte, aun para los estándares más exagerados de los trolls, entre quienes tiene el aspecto de un gigante musculoso e imponente, al punto que un chiste repetitivo durante sus días como recluta fue que cada vez que intentaba saludar a sus superiores caía inconsciente debido al violento impacto de su mano contra su frente. Intelectualmente es un troll con una inteligencia muy por debajo de la media, pero contrario a lo que se cree esto no es una condición original en él; los cerebros troll son en esencia Silicio, por lo que su conductividad pierde eficiencia en temperaturas cálidas. Detritus es originario de una zona extremadamente fría, por lo que su cerebro es eficiente a temperaturas más bajas que el promedio y en un clima normal su intelecto está muy por debajo de lo normal, de la misma forma cuanto más baja es la temperatura mayor es su inteligencia, llegando incluso cuando está cerca de la hipotermia a develar algunos de los grandes misterios de la ciencia y el universo.
Mientras trabajaba para el bajomundo vestía solo un taparrabo, pero tras entrar a la guardia recibe una armadura y su uniforme correspondiente, pero dado su gran tamaño, desproporcionado e imponente incluso para los trolls, su armadura originalmente era la coraza de un elefante de combate que fue acondicionada para su cuerpo. Su arma favorita es la ballesta, o al menos lo que él considera como tal, dado su gran tamaño las armas convencionales son minúsculas y frágiles para él, por lo que el día que decidió atacar el gremio de asesinos para vengar el asesinato de su compañero Cuddy tomó una Ballesta de asedio, que en sus manos tiene las proporciones de una ballesta normal.
Aunque nunca cumplió su cometido esta se transformó en su arma predilecta y característica, a pesar de todo, pensaba que era demasiado frágil y débil, por lo que la reforzó y potenció al punto que usa en vez de flechas vigas de acero y ya que Detritus considera que un desperdicio apuntar a una sola víctima suele colocar un haz de varias docenas de "flechas", como resultado y gracias a la enorme tensión que proporcionan sus brazos, el arma dispara los proyectiles con tal potencia que la presión y fricción del aire hace que a pocos metros los rieles se derritan y conviertan en material incandescente que destruye todo a su paso aun si se trata de murallas de roca sólida. Según el testimonio de Vimes, cuando Detritus probó por primera vez esta arma en el campo de tiro, el disparo destruyó el blanco al que apuntaba, los blancos a ambos lados, el banco de tierra detrás de él y a un par de gaviotas que volaban sobre la cabeza del troll. 
Esta arma de mano de 900 kilos ahora es llamada con terror por todos como "La Pedacificadora" y es la causa de que nadie acepte hacer rondas con Detritus a menos que se le autorice mantenerse a cien metros detrás de él y también es la razón por la cual todos los gremios y sindicatos criminales evitan delinquir cuando es el encargado. Por su parte, Vimes ha tratado por todos los medios reducir el apego de Detritus hacia su arma para evitar al menos que la lleve a eventos sociales o al menos intentar que adopte la costumbre de ponerle el seguro; aun así permite que Detritus lo use antes contra los edificios que deben allanar antes que el resto de la guardia haga ingreso ya que abre la puerta delantera y trasera al mismo tiempo.

## Historia
En su primera aparición trabajaba en la Taberna del Tambor Emparchado como asesinón (lo mismo que un matón pero a lo bestia); en ¡Guardias! ¿Guardias?, su patrón le ordenaría golpear al recién ingresado guardia Zanahoria Fundidordehierroson, pero por primera vez en su vida fue quien recibió la paliza, volando por los aires y quedando inconsciente en medio de la calle.
En Imágenes en Acción obtiene trabajo como guardaespaldas de Y-Voy-A-La-Ruina Escurridizo, quien se dedica a la producción de las imágenes animadas. Allí conocería a Rubí, una hembra troll considerada una belleza erótica entre su especie que cantaba en los bares, enamorado de ella la cortejaría y convertiría en su novia. En Hombres de Armas se alista en la guardia nocturna aprovechando el plan de integración inter-especies impuesto por Lord Vetinari, ya que según explica, su novia le exigió abandonar la mala vida y conseguir un trabajo decente para estar con ella. 
Como todo troll tradicional, odia a los enanos y no tiene reparos para involucrarse en conflictos con ellos; para su desgracia al entrar en la Guardia es emparejado con el agente Cuddy, un enano con quien si bien tenía presente el odio de su especie con el tiempo nacería la camaradería y la amistad, llegando no solo a enseñarle a Detritus a contar, sino a salvarse la vida mutuamente. También fue Cuddy el que diseñaría un casco refrigerante especial para mejorar su inteligencia tras ver como mejoraba el razonamiento de Detritus tras quedarse encerrados en una cámara frigorífica; lo utilizaría a partir de entonces. Cuando un integrante del gremio de asesinos asesinó a Cuddy, Detritus intentaría tomar la justicia en sus manos masacrando al gremio, pero fue detenido por Zanahoria gracias a quien pudo entrar en razón. 
Tras este incidente Detritus se entregaría en cuerpo y alma a su labor como guardia, ascendiendo rápidamente al grado de sargento y encargado de todos los guardias troll en la ciudad. Lleva constantemente una guerra casi personal, contra los traficantes y vendedores de Slab, una droga troll muy nociva que intenta erradicar de la ciudad, donde es tan normal venderla a niños troll como amanecer clavado a una pared por las orejas si se es sorprendido por Detritus.
Durante el incidente entre Ank-Morpork y Klatch por la posesión de la isla Lesph, Detritus integró parte de la comitiva que acompañó a Lord Samuel Vimes al extranjero a pesar de tener miedo al mar y saber que el calor del desierto pondría en riesgo su vida.